# Renate Voglsang
Renate Voglsang (* 10. Juni 1971 in München) ist eine österreichische Dressurreiterin.

## Leben
Vogelsang begann mit vier Jahren Ponys zu reiten und nahm im Alter von 13 Jahren an den ersten Turnieren teil.
Sie ritt einige Jahre Vielseitigkeit, bevor sie sich auf Dressur spezialisierte. Sie ist selbstständige Pferdewirtschaftsmeisterin und übernahm 2012 die Reitanlage Ried bei Mainburg.

## Karriere
Als Vertreterin Österreichs nahm sie an den Olympischen Sommerspielen 2012 in London teil, wo sie mit Fabriano in der Einzelwertung Platz 36 errang.
Außerdem nahm sie an den Weltreiterspielen 2014 und an vier Dressur-Europameisterschaften (2003, 2005, 2011 und 2013) teil. Ihr derzeit bestes Meisterschaftsergebnis war Platz 6 in der Mannschaftsdressur bei den Dressur-Europameisterschaften 2013, während ihre derzeit beste Einzelplatzierung Platz 27 bei derselben Meisterschaft war.